# Stanisław Mazan
Stanisław Mazan (ur. 2 maja 1940 w Porębach Kupieńskich, zm. 21 lutego 2007) – polski polityk, samorządowiec, poseł na Sejm X kadencji.

## Życiorys
Maturę zdał w 1965 w Korespondencyjnym Technikum Rolniczym w Tarnobrzegu. W 1978 ukończył studia inżynierskie na Wydziale Ogrodniczym Akademii Rolniczej w Krakowie. Pracował w spółdzielczości, m.in. jako agronom i wiceprezes Spółdzielni Ogrodniczej w Kolbuszowej. W okresie PRL działał w administracji publicznej, był naczelnikiem gminy Cmolas w latach 1978–1990. Od 1984 do 1988 zasiadał w Wojewódzkiej Radzie Narodowej w Rzeszowie. W 1962 przystąpił do Zjednoczonego Stronnictwa Ludowego. Pracował w aparacie partyjnym, w 1983 został członkiem prezydium Wojewódzkiego Komitetu ZSL w Rzeszowie.
Sprawował mandat posła na Sejm kontraktowy, wybranego w okręgu mieleckim. W trakcie kadencji pełnił funkcję zastępcy przewodniczącego Komisji Nadzwyczajnej do rozpatrzenia projektów ustaw dotyczących samorządu terytorialnego. W 1993 i 1997 kandydował bez powodzenia do parlamentu z ramienia Polskiego Stronnictwa Ludowego. Do 2006 związany z samorządem terytorialnym. W latach 1994–1998 był przewodniczącym rady miejskiej, zasiadał następnie w radzie powiatu. Od 2002 pełnił funkcję nieetatowego członka zarządu powiatu kolbuszowskiego.
W 1984 otrzymał Złoty Krzyż Zasługi. W 2010 pośmiertnie wyróżniony tytułem honorowego obywatela Kolbuszowej. Był żonaty, miał syna i córkę. Pochowany na cmentarzu parafialnym w Kolbuszowej.